# Balthasar Sprenger (Theologe)

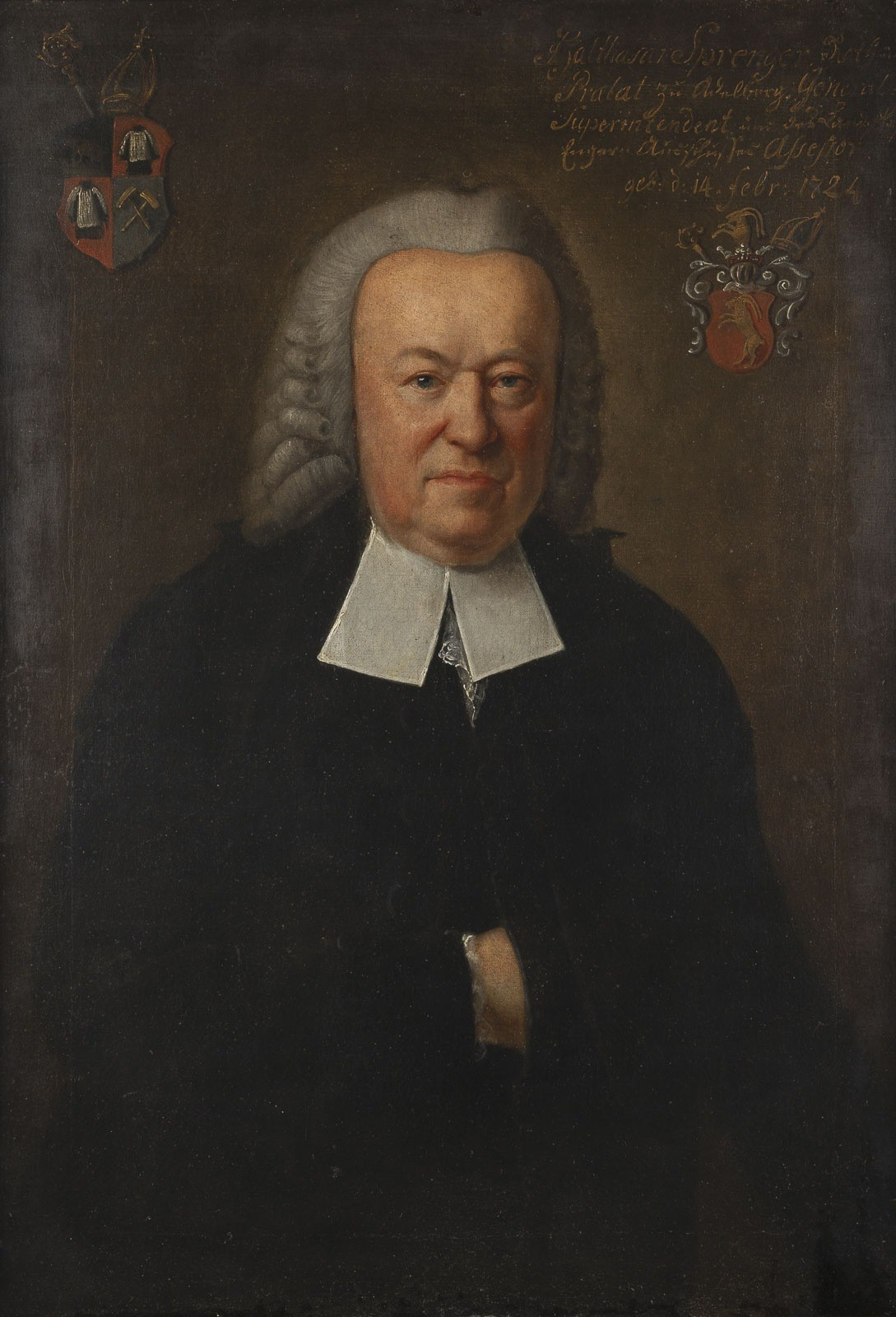
Balthasar Sprenger

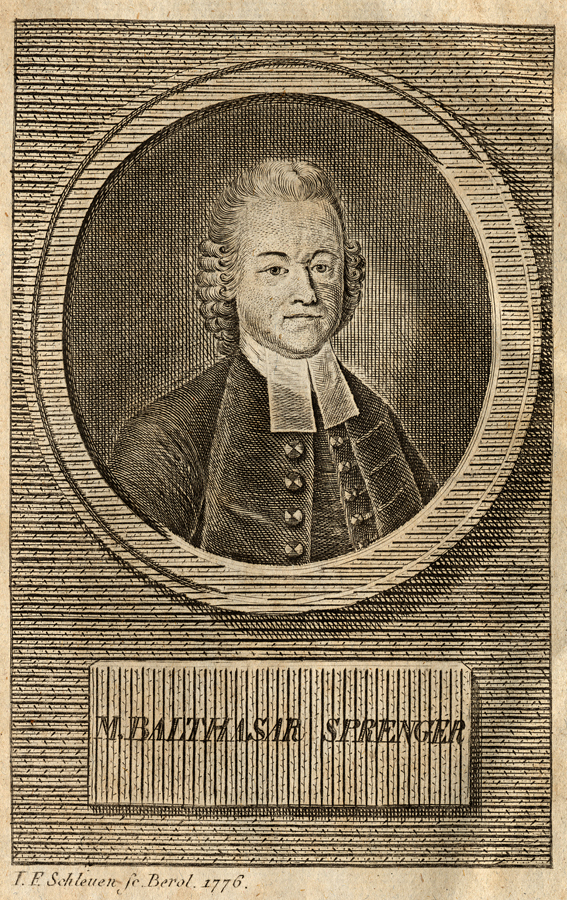
Balthasar Sprenger

Balthasar Sprenger (* 11. Februar 1724 in Neckargröningen; † 14. September 1791 in Adelberg) war ein deutscher lutherischer Geistlicher und Agrarwissenschaftler.

## Leben
Balthasar Sprenger besuchte die Schule in Neckargröningen und war anschließend Alumnus in den Klöstern Blaubeuren und Bebenhausen. Er studierte von 1743 bis 1746 Theologie und Philosophie in Tübingen, erhielt 1744 die Magisterwürde und wurde 1749 Repetent. 1751 wurde er bei Wilhelm Gottlieb Tafinger zum Dr. phil. promoviert.
Nach Studienreisen durch Deutschland, Holland, England und Frankreich wurde er 1753 Diakon in Göppingen.
Im Jahr 1757 wurde er zunächst 2. Professor und Hofprediger am evangelisch-theologischen Seminar des Klosters Maulbronn und später im Jahr 1764 zum 1. Professor ernannt.
1781 wurde er Prälat und Generalsuperintendent in Adelberg, wo er zudem von 1781 bis 1791 im Kloster Adelberg als Abt wirkte. Sprenger war Herzoglich-Württembergischer Rat mit Sitz und Stimme im Landtag. 1784 wurde er Landwirtschafts-Assessor und 1788 Mitglied des landwirtschaftlichen Ausschusses in Stuttgart.
Sein Interesse galt unter anderem dem Feld- und Weinbau. Balthasar Sprenger hat durch Versuche und Veröffentlichungen den Aufbruch von Landwirtschaft und Weinbau in Württemberg und Deutschland stark beeinflusst. Seine theoretischen Überlegungen waren wissenschaftlich begründet und durch praktische Versuche abgesichert. Sprenger unternahm 1764 als erster Deutscher Versuche zur Herstellung von Schaumwein.
Am 20. April 1771 wurde er unter der Präsidentschaft des Mediziners Ferdinand Jakob Baier mit dem akademischen Beinamen Dionysius Colophonius unter der Matrikel-Nr. 760 als Mitglied in die Leopoldina aufgenommen.

## Schriften
- Dissertatio de descriptione geometrica polygonorum regularium. 1751 books.google.de
- Opvscvla Physico-Mathematica. I. Naturalis mortuae Halcyonis Incorruptibilitas. II. Auium hibridarum Virtus generandi, earum adhuc nepotibus indita. III. Demonstratio nouae mensurae Celeritatis. IV. Refutatio Diuisibilitatis in infinitum, extenso Geometrico adscriptae. V. Instrumentum radiometrum. VI. Instrumentum Divisorium. Schmidt, Hannoverae 1753 Digitalisat
- Kurzer doch gründlicher Begriff des gesamten Feldbaues oder Anweisung, alle Arten des Getreides, der Futterkräuter und der vornehmsten zur Kleidung und Färberey dienlichen Gewächse mit Nuzen zu bauen, gröstentheils aus Herrn dü Hamel dü Monceau Anfangsgründen des Ackerbaues herausgezogen. Mezler, Stuttgart 1764. Digitalisat
- Vollständige Abhandlung des gesamten Weinbaues und anderer daraus entstehenden Producte, nebst einem Anhang von allen übrigen den Weinmangel ersezenden Getränken; ingleichem vom Essigmachen und Brandenweinbrennen, von dem Ertrag eines Weinbergs, dem Weinhandel, und von den Weinbergsordnungen. Erster Band, Mezler, Frankfurt und Leipzig 1766 Digitalisat
- Vollständige Abhandlung des gesamten Weinbaues und anderer daraus entstehenden Producte, nebst einem Anhang von allen übrigen den Weinmangel ersezenden Getränken; ingleichem vom Essigmachen und Brandenweinbrennen, von dem Ertrag eines Weinbergs, dem Weinhandel, und von den Weinbergsordnungen. Zweyter Band, Mezler, Frankfurt und Leipzig 1767 Digitalisat
- Vollständige Anfangsgründe des Feldbaues, oder Einleitung in die gesamte Landwirthschaft, nebst den vorläufigen Kenntnissen aus der Grösenlehre oder Mathematik und der allgemeinen und besondern Naturlehre. Mezler, Stuttgart 1772 Digitalisat; Zweyter Abschnitt Digitalisat
- Einleitung in die neuere Bienenzucht nach ihren Gründen. Mezler, Stuttgart 1773. Digitalisat
- Ausführliche getreue und bewährte Anleitung zu einer gründlichen, unschädlichen, erlaubten, dauerhaften wie auch vortheilhaften und leichten Verbesserung der Weine in Deutschland. Mezler, Frankfurt und Leipzig 1775  Digitalisat
- Vollständige Abhandlung des gesamten Weinbaues und anderer daraus entstehenden Producte. Dritter Band oder practischer Theil, Mezler, Stuttgart 1778 books.google.de